# Dicentrarchus labrax
Dicentrarchus labrax (Linnaeus, 1758), nota comunemente come spigola o branzino, è una specie di pesce osseo marino e d'acqua salmastra della famiglia Moronidae.

## Etimologia
Il nome branzino, tipico dell'Italia settentrionale, si suppone derivi dal veneto branza (chela) o da branchie (il pesce dalle branchie in vista).
Il nome spigola, diffuso in Italia peninsulare e nelle isole, deriverebbe da "spiga" in riferimento alle punte dei raggi delle pinne dorsali.
In altre zone d'Italia è chiamato in vari modi: a Genova luasso, in Romagna varolo, a Livorno e Pisa ragno, ecc.

## Distribuzione e habitat
La spigola o branzino è diffusa nell'Atlantico nordorientale temperato e subtropicale dalla Norvegia al Senegal, nel mar Mediterraneo, dove è comune, e nel mar Nero. Non è presente nel mar Bianco, nel mare di Barents, nel mar Baltico e nel mar Caspio. Nella parte nord dell'areale migra verso acque più profonde in inverno.
È una specie strettamente costiera (occasionalmente può trovarsi fino a un centinaio di metri di profondità) che popola ambienti di ogni tipo nei pressi della riva, sia con fondali duri che sabbiosi. Essendo molto eurialina penetra regolarmente, soprattutto in estate, nelle acque salmastre di lagune e foci. Può raggiungere non di rado le acque completamente dolci. Ha abitudini demersali. I giovanili stazionano prevalententemente in acque salmastre.

## Descrizione
La spigola ha corpo piuttosto affusolato, scarsamente compresso sui lati. La testa è allungata (da 5 a 6 volte il diametro dell'occhio) ed è caratteristica per avere la fronte dritta. La bocca è grande, può allungarsi leggermente a tubo quando aperta, e raggiunge l'occhio, che è abbastanza piccolo. La mandibola è leggermente sporgente sulla mascella. Le pinne dorsali sono due, separate da uno spazio; la prima dorsale è formata da 8-10 raggi spinosi, la seconda da 12-13 raggi molli. La pinna anale è leggermente più corta della seconda dorsale, ha 3 raggi spinosi e 10-12 raggi molli. La pinna caudale è biloba ma non profondamente incisa. Scaglie abbastanza piccole ma evidenti; sono presenti anche sulla testa. Linea laterale evidente. Il preopercolo è dentellato sul bordo ed ha dentelli più grandi sulla parte inferiore, sull'opercolo sono presenti due grosse spine rivolte in avanti. La colorazione è argentea sui fianchi con ventre bianco e dorso grigio argenteo talvolta con riflessi dorati, verdastri o bluastri. Una macchia nera, non sempre evidente soprattutto nei grandi esemplari, è presente nella parte superiore del bordo dell'opercolo. I giovanili fino ai 10–15 cm di lunghezza hanno i fianchi punteggiati di scuro, carattere mai presente nell'adulto (a differenza che nell'affine spigola maculata).La taglia massima è di 103 cm, mediamente misura attorno a 50 cm. Il peso massimo noto è di 12 kg.

## Biologia
La longevità massima nota è di 30 anni. I giovanili sono gregari mentre gli adulti fanno vita solitaria o a coppie. Pare essere una specie poco propensa alle migrazioni, che occupa un territorio di caccia definito per lunghi periodi. Molto curiosa, spesso si avvicina ai subacquei.

### Alimentazione
Caccia soprattutto di notte, è molto sensibile al cambio di marea e alle varie fasi lunari. Si nutre di invertebrati di vario genere come crostacei, molluschi e pesci. I giovanili catturano prevalentemente invertebrati, gli adulti si nutrono quasi esclusivamente di altri pesci come anguille e latterini e cefali. Un alimento tipico del branzino del nord Adriatico è il granchio da sabbia, che in questo habitat è presente con notevole diffusione.

### Riproduzione
Nel mar Mediterraneo la deposizione delle uova avviene in inverno, nei mari più nordici in primavera. La riproduzione avviene in gruppi, una volta all'anno per ogni individuo. Le uova sono pelagiche, galleggiano grazie a una goccia d'olio. La maturità sessuale avviene tra 2 e 4 anni nel Mediterraneo e tra 4 e 7 anni (maschi) o tra 5 e 8 anni (femmine) nell'Atlantico temperato freddo. Le uova schiudono all'incirca in tre giorni e lo sviluppo larvale dura circa 40 giorni. Quando la temperatura arriva a 14 gradi inizia il periodo riproduttivo del branzino (Adriatico), le femmine stazionano in acqua bassa, di solito la femmina è più grande, viene circondata dai maschi più piccoli.

## Pesca
La spigola è una delle specie ittiche più pregiate e raggiunge prezzi molto alti sui mercati. È una delle prede più apprezzate dai pescatori sportivi che la insidiano con varie tecniche, sia con esche naturali (sardina, gamberetti, vermi, bigattini ecc.) che artificiali (Rapala, cucchiaino, esche in silicone, ecc.). Le esche naturali sono usate soprattutto per la pesca a bolognese e a surfcasting mentre le esche artificiali sono usate pescando con le tecniche dello spinning e della traina. Viene catturata di frequente anche dai pescatori subacquei, facilitati dal comportamento curioso dell'animale, la tecnica più usata è l'aspetto, in particolare nella fase di scaduta della mareggiata con la risacca nella schiuma, dove il branzino ama cacciare i pesci più piccoli in difficoltà. A tal proposito vengono utilizzati dal pescatore subacqueo anche richiami sonori (schiaffo sull'acqua, glottide, rumore sullo scoglio) che il pesce avverte con la linea laterale e per la sua naturale curiosità e territorialità lo porta ad avvicinarsi al pescatore in apnea. Quando la temperatura dell'acqua scende sotto i 10° la distribuzione si concentra su zone più ristrette dove anche la sola differenza di 1-2° gradi in più dell'acqua rende più gradevole la sua permanenza. La pesca commerciale impiega soprattutto reti da posta ma anche sciabichelli e reti da circuizione nonché palamiti.

## Allevamento
D. labrax è oggetto di acquacoltura in numerosi paesi mediterranei dove costituisce la più importante specie per l'allevamento ittico. I maggiori produttori sono Grecia, Turchia, Italia, Spagna, Croazia ed Egitto. Viene allevata soprattutto nelle lagune. Si tratta del primo pesce marino (eccettuati i salmonidi) ad essere stato allevato in Europa. Vengono utilizzate sia tecniche intensive che estensive di allevamento. Viene commerciata prevalentemente fresca o congelata, prevalentemente sui mercati dell'Europa meridionale prossimi alle aree di allevamento. Nell'Europa settentrionale la spigola di acquacoltura si trova quasi esclusivamente nei menù dei ristoranti di cucina etnica mediterranea. A causa della sovrapproduzione e del mercato limitato quasi esclusivamente ai soli paesi mediterranei il prezzo di mercato delle spigole di allevamento è sceso di circa due terzi tra il 1990 e il 2002. L'uso di antibiotici negli allevamenti, talvolta in maniera irresponsabile, suscita qualche preoccupazione per la salute dei consumatori, soprattutto per quanto riguarda la possibile selezione di ceppi batterici resistenti.

## Conservazione
Si tratta di un animale molto abbondante nell'areale e non sono noti particolari minacce, per questo la IUCN classifica questa specie come non minacciata.

## Gastronomia
È un pesce molto apprezzato in cucina per le carni sode, gustose e povere di lische. Può essere cotto grigliato, al cartoccio, al sale o in court bouillon. Viene servito accompagnato da salse varie. Il branzino pescato in acque pulite, si presta , se di adeguate dimensioni, anche alla preparazione del carpaccio crudo, con il quale viene apprezzata la delicatezza delle sue carni.